# Martin Špička
Martin Špička (* 15. února 1980 Karviná) je český fotbalový trenér a bývalý prvoligový útočník.
V současné době je trenérem divizního týmu FK Bospor Bohumín. Žije v Karviné.

## Hráčská kariéra
V nejvyšší soutěži ČR nastoupil ve 2 utkáních za FC Karviná, aniž by skóroval. Za Karvinou hrál také ve druhé lize. V MSFL působil v Dukle Hranice, Karviné a Dětmarovicích.

### Ligová bilance
| Ročník                              | Zápasy | Góly | Minuty | Klub                    |
| ----------------------------------- | ------ | ---- | ------ | ----------------------- |
| I. liga 1998/99                     | 2      | 0    | 29     | FC Karviná              |
| MSFL 1999/00                        | –      | 0    | –      | FC Dukla Sekopt Hranice |
| II. liga 2000/01                    | 13     | 0    | –      | FC Karviná              |
| MSFL 2001/02                        | –      | 0    | –      | FC Karviná              |
| MSFL 2002/03                        | –      | 0    | –      | SK Dětmarovice          |
| CELKEM I. LIGA (1999)               | 2      | 0    | 29     |                         |
| CELKEM II. LIGA (2000–2001)         | 13     | 0    | –      |                         |
| CELKEM III. LIGA – MSFL (1999–2003) | –      | 0    | –      |                         |

## Trenérská kariéra
Po skončení hráčské kariéry se stal trenérem. Vedl několik mládežnickým týmů v klubu MFK Karviná. V ročníku 2015/16 a na podzim 2016 (1.–7. kolo) byl trenérem divizního klubu TJ Lokomotiva Petrovice. Asistenta mu dělal bývalý prvoligový spoluhráč Pavel Bernatík.
Od ledna do října 2017 působil jako hlavní trenér u ostravského týmu FC Odra Petřkovice v MSFL, kde odtrénoval 24 zápasů. V květnu 2018 převzal trápící se divizní Bospor Bohumín a nakonec ho dovedl k záchraně v této soutěži. U týmu působí i nadále.